# 2655 Guangxi
2655 Guangxi (1974 XX) là một tiểu hành tinh vành đai chính được phát hiện ngày 14 tháng 12 năm 1974 bởi Đài thiên văn Tử Kim Sơn ở Nanking.